# Biemna peracuta
Biemna peracuta är en svampdjursart som beskrevs av Topsent 1927. Biemna peracuta ingår i släktet Biemna och familjen Desmacellidae.
Artens utbredningsområde är havet kring Kanaieröarna. Inga underarter finns listade i Catalogue of Life.